# Cesare Questa
Cesare Questa (Milano, 29 ottobre 1934 – Urbino, 4 febbraio 2016) è stato un latinista e filologo classico italiano.

## Biografia
Nacque a Milano da Angelo originario di Genova, direttore d'orchestra, e da Ada Filippini, mezzosoprano. Era inoltre cugino del noto organista Giorgio Questa. Con la sua famiglia visse per qualche anno a Nervi, per poi trasferirsi a Roma, dove compì gli studi universitari in Lettere, allievo di Ettore Paratore alla Sapienza. Si laureò con una tesi su Tacito.
Nel 1963 prese servizio all'Università di Urbino, di cui avrebbe tenuto per tantissimi anni la cattedra di Letteratura Latina diventando infine professore emerito. Qui fondò nel 1970 l'Istituto di Civiltà Antiche, dove via via confluì un abbondante materiale (libri, manoscritti, CD, microfilm) riguardante soprattutto i suoi autori prediletti, Plauto e Terenzio, che furono da lui indagati anche sotto l'aspetto metrico, considerato fondamentale. Nel 1996 creò il Centro Internazionale di Studi Plautini. 
Instancabile organizzatore di convegni e conferenze, pubblicò numerosi studi su Tacito, sulla commedia latina e sul latino arcaico. Diede alle stampe anche alcune edizioni critiche. 
Per il Dizionario Biografico degli Italiani compilò la voce relativa al suo maestro Ettore Paratore.
Dal 1990 fu membro dell'Accademia Nazionale dei Lincei.
Dopo la sua morte, avvenuta nel febbraio 2016, gli venne intitolato il Centro Teatrale Universitario dell'ateneo urbinate. È sepolto nel cimitero di San Cipriano, vicino ad Urbino, dove si trova anche la tomba di Paolo Volponi.

## Opere principali
- Studi sulle fonti degli Annales di Tacito, Roma, Edizioni dell'ateneo, 1960.
- Introduzione alla metrica di Plauto, Bologna, Patròn, 1967.
- Per la storia del testo di Plauto nell'Umanesimo, Roma, Edizioni dell'ateneo, 1968.
- Numeri Innumeri, 1984.
- Parerga Plautina, 1985.
- Titi Macci Plauti Cantica, 1995.
- L’Aquila a Due Teste, 1998.
- La Metrica di Plauto e Terenzio, Urbino, Quattro venti, 2007.